# Purificación Searle
Purificación Searle Fernández de la Cancela (Valparaíso, Chile, 1910-Madrid, 1938) fue una pintora e ilustradora chilena afincada en España.

## Trayectoria
Hija de la soprano Purificación Fernández de la Cancela y de Guillermo Searle y Calderón, sus padres se trasladaron a España cuando ella tenía un año. Regresaron a Chile pero en 1921 se instalaron definitivamente en España. Cursó estudios en el Instituto Escuela de la Institución Libre de Enseñanza. También realizó estudios de música y canto e ingresó en la Escuela de Bellas Artes de San Fernando para estudiar pintura. En 1934  la escuela le concedió el Premio Madrigal y obtuvo una pensión en la Escuela de Pintores del Paular.
En 1933 y 1934 colaboró en ABC y Blanco y Negro con sus dibujos, Desconfianza, Antonieta  y Descanso. Sus  mujeres son jóvenes modernas, de pelo corto a la moda. En Descanso representa a una joven amazona sentada sobre una valla con un paisaje de fondo que viste pantalones de montar, altas botas de cuero negro, peinado a lo garçón y se muestra sobre un paisaje de colores vivos y planos muy al estilo Art déco.
Perteneció a la Asociación España Femenina, cuyo objetivo era proteger a las mujeres trabajadoras de la clase media, cuya presidenta era María Valle Mantilla.
Murió en junio de 1938 en Madrid.

## Exposiciones
- En 1935  expuso en la exposición de la Asociación de Pintores y Escultores celebrada en el Palacio de Cristal del Retiro de Madrid una Maternidad y un Paisaje.[6] Fue alabada por la crítica especializada.[7]
- En 1936 presentó en la Exposición Nacional de Bellas Artes dos óleos, la Virgen Morena y Sinfonía que eran un grupo de tres desnudos femeninos.[8]
- En 2019, sus obras figuraron en la exposición Dibujantas, pioneras de la Ilustración en el Museo ABC.[9]